# جون دينيسون (شاعر)
جون دينيسون (بالإنجليزية: John Dennison)‏ هو شاعر نيوزيلندي، ولد في 28 مايو 1978.